# 岩合光昭
岩合 光昭（いわごう みつあき、1950年11月27日 - ）は、日本の動物写真家。東京都足立区出身。法政大学第二高校、法政大学経済学部卒業。妻は岩合日出子。一女あり。

## 人物・来歴
同じく動物写真家であった父・岩合徳光の助手としてガラパゴス諸島を訪れた際に動物写真家を志し、猫などの身近な動物から世界各地の野生動物まで様々な題材を取り上げる。
1979年、アサヒグラフに連載された『海からの手紙』で第5回木村伊兵衛写真賞を受賞。
1982年から1984年まで、アフリカ・タンザニアのセレンゲティ国立公園に滞在して撮影した写真集『おきて』が、英語版が15万部を超えるなど世界中でベストセラーとなった。
日本人の作品としては初めて『ナショナルジオグラフィック』誌の表紙も2度飾った。
2012年からテレビ番組『岩合光昭の世界ネコ歩き』を開始。番組の人気と共に知名度が大きく上がることとなる。
2019年公開の映画『ねことじいちゃん』で映画監督に初挑戦。

## 作品

### 写真集
- 山と渓谷社
  - 『子いぬ』（1982年 - 1986年）
  - 『子いぬたち』（1992年12月）
  - 『MITSUAKI IWAGO’S ANIMALS 地球の野生動物』（1998年9月1日）
  - 『岩合光昭×ねこ旅』（2013年9月26日）
  - 『いい猫だね』（2015年12月4日）
- 朝日新聞出版
  - 『セレンゲティ アフリカの動物王国』（1984年11月30日）
  - 『サバンナからの手紙』（1985年11月27日）
  - 『Australia オーストラリアの動物』（1989年10月1日）
  - 『岩合光昭と動物園・水族館を歩く』（2013年4月19日）
  - 『岩合光昭さんセレクト きょうのにゃんこ 100』（2015年10月20日）
  - 『日本のねこみち』（2015年12月7日）
  - 『猫にまた旅・フィルムカメラ編』（2016年2月19日）
  - 『世界のねこみち』（2017年4月20日）
- 小峰書店
  - 『ラッコだいすき』（1984年12月）
- 小学館
  - 『おきて アフリカ・セレンゲティに見る地球のやくそく』（1986年6月・1989年7月）
  - 『クジラの海』（1990年4月）
  - 『ペンギン大陸』（1991年12月）
  - 『カンガルー時間』（1992年6月）
  - 『NATURE CALLS（ネイチャーコールズ）』（1993年6月）
  - 『氷のゆりかご アザラシ成長日記』（1994年3月）
  - 『ライオン家族』（1995年10月）
  - 『風がいい島』（1999年11月）
  - 『岩合光昭の大自然100』（2003年4月）
  - 『ちょっとネコぼけ』（2005年4月）
  - 『そっとネコぼけ』（2008年4月9日）
  - 『ちょっとオランウータン』（2009年6月17日）
  - 『ハートのしっぽ』（2010年3月3日）
  - 『日本国憲法前文お国ことば訳 わいわいニャンニャン版』（2010年6月15日、編集：勝手に憲法前文をうたう会）
- PHP研究所
  - 『わんぱく子いぬ』（1986年10月）
- 新潮社
  - 『海ちゃん ある猫の物語』（1996年10月30日）
  - 『地中海の猫』（2000年11月・2005年3月）
  - 『ニッポンの犬』（2001年12月26日）
  - 『たくましく育ってほしい』（2002年5月、文：岩合日出子）
  - 『ニッポンの猫』（2003年7月30日）
  - 『ホッキョクグマ』（2003年9月）
  - 『スノーモンキー』（2005年5月24日）
  - 『名作写真館 08 岩合光昭 自然のおきて』（2006年3月15日）
  - 『きょうも、いいネコに出会えた』（2006年3月28日）
  - 『ネコさまとぼく』（2008年6月30日）
  - 『旅行けばネコ』（2008年11月27日）
  - 『パンダ』（2011年6月26日）
  - 『ネコに金星』（2013年1月28日）
  - 『イタリアの猫』（2013年7月26日）
  - 『パンダの赤ちゃん』（2013年7月27日）
  - 『岩合光昭のネコ』（2014年5月28日）
- 中央公論新社
  - 『親子。』（1997年7月1日）
- 筑摩書房
  - 『ボサノバ・ドッグ』（1997年9月）
  - 『生きもののおきて』（1999年11月1日）
  - 『ブルース・キャット ネコと歌えば』（2015年11月11日）
- 婦人生活社
  - 『岩合光昭の野生どうぶつ 1 オス』（1998年11月1日）
- 平凡社
  - 『岩合光昭デジカメ日記』（2001年1月）
  - 『しばいぬ』（2011年3月8日）
- 岩波書店
  - 『猫さまとぼく』（2004年2月24日）
- 日本出版社
  - 『旅ゆけば猫』（2005年10月1日）
  - 『ネコ 立ちあがる』（2009年4月17日）
  - 『岩合光昭のネコ 47都道府県の408にゃんこ』（2010年2月25日）
- 日経ナショナル ジオグラフィック社
  - 『ナショナル ジオグラフィック 傑作写真ベスト100 ワイルドライフ2』（2006年11月30日）
- TOKYO FM出版
  - 『Be Happy iwago mitsuaki radio essay』（2006年12月）
  - 『Don’t Worry iwago mitsuaki radio essay 2』（2007年12月）
- フレーベル館
  - 『こねこ』（2007年1月、文：小野寺悦子）
- 福音館書店
  - 『地球動物記』（2007年4月15日）
  - 『10ぱんだ』（2007年5月20日、文：岩合日出子）
  - 『いる いる だあれ』（2007年11月25日、文：岩合日出子）
  - 『からだが かゆい』（2008年3月20日、文：岩合日出子）
  - 『にゃんきっちゃん』（2008年5月15日、文：岩合日出子）
  - 『パンダに あった』（2008年7月1日）
  - 『みてる』（2008年11月20日、文：岩合日出子）
  - 『おらんうーたんの おうち』（2010年3月10日、文：岩合日出子）
  - 『おきたらごはん』（2015年3月11日）
  - 『10ねこ』（2016年9月10日）
- ポプラ社
  - 『岩合光昭のこねこシール』（2008年11月1日）
  - 『岩合光昭のパンダシール』（2009年4月17日）
- 阪急コミュニケーションズ
  - 『魔法のどうぶつえん 旭山動物園写真集』（2008年11月29日）
- 世界文化社
  - 『地球のおくりもの』（2009年3月3日）
- クレヴィス
  - 『ねこ』（2010年3月3日）
  - 『いぬ』（2011年4月）
  - 『どうぶつ家族 Mitsuaki Iwago Photographs』（2011年9月）
  - 『ぱんだ』（2012年3月）
  - 『ねこ歩き』（2013年5月29日）
  - 『ネコライオン』（2013年8月31日）
  - 『岩合光昭の世界ネコ歩き』（2015年3月23日）
  - 『岩合光昭の世界ネコ歩き 番組ガイドブック』（2015年3月23日）
  - 『ふるさとのねこ』（2015年4月24日）
  - 『コトラ、母になる』（2015年4月24日）
  - 『ねこのとけい』(2016年7月30日)
  - 『岩合光昭の世界ネコ歩き 続 番組ガイドブック』（2016年8月8日）
  - 『とらねこ』（2017年3月31日）
  - 『ねこの京都』（2017年4月29日）
  - 『ねこ科』（2017年5月15日）
  - 『ふるさとのねこ』（2017年7月31日）
  - 『ねこといぬ』（2017年12月8日）
  - 『岩合光昭の世界ネコさがし』（2018年3月30日）
  - 『岩合光昭の世界ネコ歩き2』（2018年4月27日）
  - 『岩合光昭の世界ネコ歩き 続々 番組ガイドブック』（2018年5月20日）
  - 『ねことはな』（2018年5月28日）
  - 『かぴばら』（2018年8月5日）
  - 『吾輩はねこである 名前はベーコン』（2019年10月17日）
  - 『岩合さんちのネコ兄弟 玉三郎と智太郎』（2020年11月27日）
  - 『虎』（2021年12月27日）
- 東京書籍
  - 『ひらがな どうぶつ』（2012年8月31日）
- 辰巳出版
  - 『ネコと歩けば』（2013年4月13日）
  - 『島の猫』（2014年4月15日）
  - 『ねこ輝く』（2015年4月13日）
  - 『岩合さんの好きなネコ』（2016年4月27日）
  - 『ぬり絵BOOK 岩合さんのネコ』（2016年8月30日）
  - 『ネコとずっと』（2017年4月20日）
  - 『ネコおやぶん』（2019年4月26日）
  - 『スタンド・バイ・ニャー』（2020年4月27日）
  - 『岩合光昭 み〜んな元気ネコ』（2021年7月30日）
- 集英社
  - 『世界の動物遺産 世界編・日本編』（2015年12月16日）
  - 『野生動物カメラマン』（2015年12月17日）
- 日経BP
  - 『ネコへの恋文』（2016年9月29日）
- 文溪堂
  - 『岩合光昭の日本犬図鑑』（2018年6月4日）

### テレビ番組
- NHK
  - 『ウオッチング  「ラッコの肝っ玉かあさん」』（1985年、総合）
  - 『ウオッチング 「トラなんかこわくない・インドの鹿サンバーの防衛術」』（1986年、総合）
  - 『地球ファミリー 圧巻！クジラのエサとりをとらえたハワイ・アラスカ』（1990年、総合）
  - 『地球ファミリー 疾走！チーター親子の狩りを見た』（1990年、総合）
  - 『NHKスペシャル 生中継ガラパゴス・生きものたちの王国』（1995年、総合）
  - 『第53回NHK紅白歌合戦』（2002年、総合・ラジオ第1） - ゲスト審査員
  - 『大自然スペシャル 動物カメラマン 野生へのまなざし 氷原の王者ホッキョクグマに迫る』（2003年、BS1）
  - 『NHK大自然ドキュメンタリー「カメラマン岩合光昭 極北を撮る」』（BS1）
  - 『岩合光昭の世界ネコ歩き』（2012年8月6日 -  、BSプレミアム→BSプレミアム4K・BS）
  - 『いいZooだね。 〜岩合光昭の動物園歩き〜』（2021年 - 、総合・Eテレ）
  - 『BSプレミアムがお引っ越し!カウントダウンSP』 (2023年11月30日、BS1・BSプレミアム) - VTR出演[4]

### 映画
- 劇場版 岩合光昭の世界ネコ歩き コトラ家族と世界のいいコたち（2017年10月21日、ユナイテッド・シネマ）
- ねことじいちゃん（2019年2月22日、ねこまきの同名漫画を映画化。初監督作品）
- 劇場版 岩合光昭の世界ネコ歩き あるがままに、水と大地のネコ家族（2021年1月8日、ユナイテッド・シネマ）

### CM
- オリンパス（2015年、企業広告「技術で、人を前へ。」編）[5]
- ユニ・チャームペット「オールウェル」（2020年 - ）[6][7][8]

### 著書
- 『極北の大地から ホッキョクグマを撮る』（2003年4月19日、NHK出版）
- 『ネコを撮る』（2007年3月13日、朝日新聞社）
- 『カラー新版 ネコを撮る』（2018年5月11日、朝日新聞社）
- 『ほとんどネコのこと 岩合さんの月曜日』（2022年3月2日、クレヴィス）

## 論文
- 国立情報学研究所収録論文[リンク切れ] - 国立情報学研究所